# Primaciálne námestie

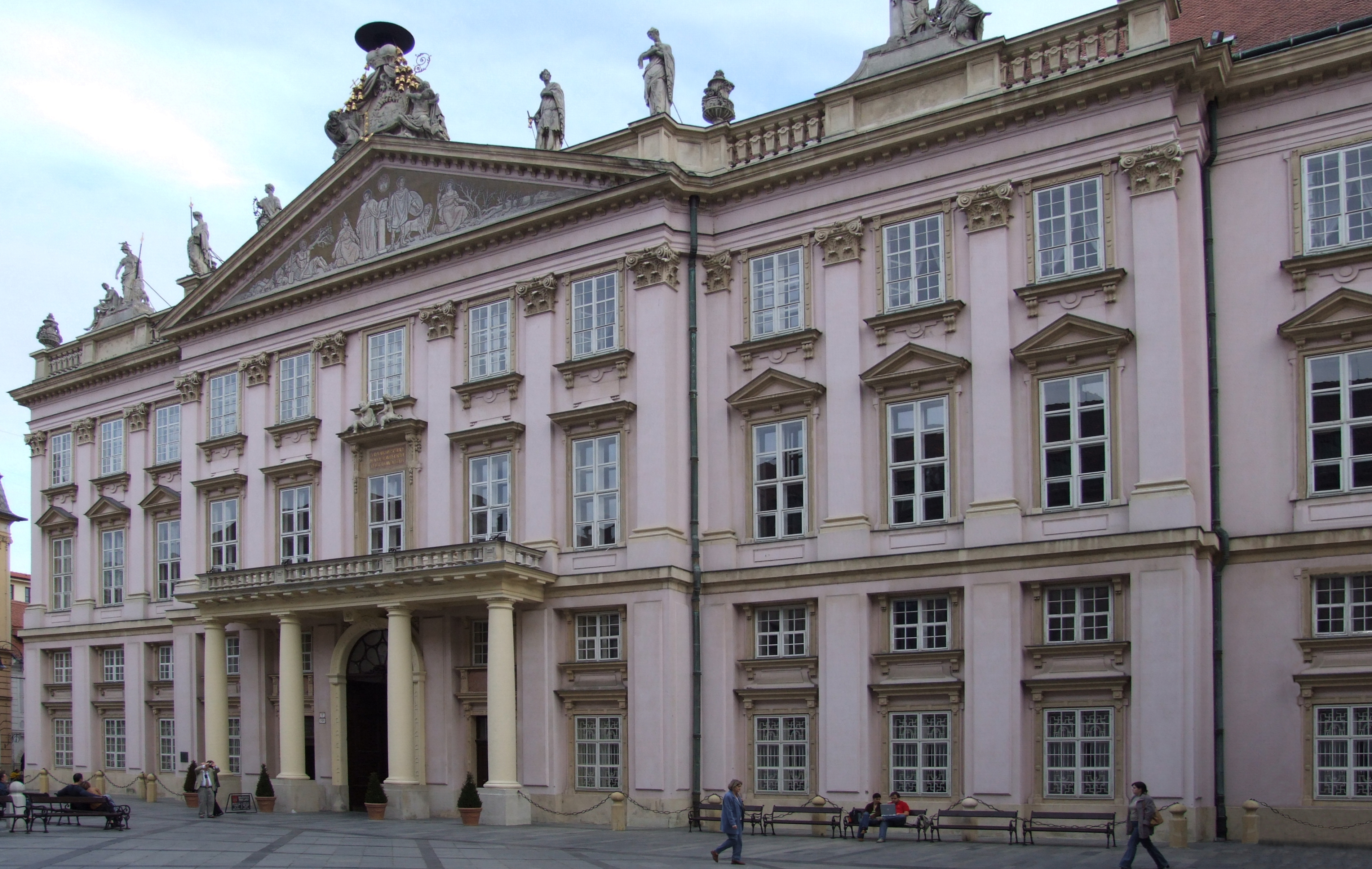
Pałac Prymasowski

Primaciálne námestie (dawniej niem. Batthyányplatz, węg. Prímás tér) – plac położony w centrum Starego Miasta w Bratysławie, na Słowacji, między Námestie Slovenského národného povstania i Hlavné námestie.
Jego nazwa pochodzi od Pałacu Prymasowskiego, który stoi na południowej stronie placu. Centrum Informacji Turystycznej i Siedziba władz miejskich znajdują się również na placu. Wąskie przejście prowadzi od północno-zachodniego rogu w dół do Kościoła Jezuitów na Hlavné námestie i Starego Ratusza.